# Alois Huber (Politiker, 1929)
Alois Huber (* 10. Juli 1929 in Stron, Gemeinde Albeck; † 21. August 2007 in Himmelberg) war ein österreichischer Politiker (FPÖ) und Landwirt. Huber war von 1984 bis 1994 Abgeordneter zum österreichischen Nationalrat. Seine Schwester ist die ehemalige freiheitliche Politikern Kriemhild Trattnig. Bereits ihr Vater Reinhold Huber engagierte sich für die FPÖ als Landesobmann.

## Leben
Huber besuchte nach der Volksschule eine landwirtschaftliche Berufsschule und war zwischen 1952 und 1957 als Pächter eines landwirtschaftlichen Betriebs tätig. Danach erwarb Huber 1957 eine Landwirtschaft und arbeitete in der Folge als Bauer. Ihm wurde der Berufstitel Ökonomierat verliehen.
Huber engagierte sich ab 1958 als Gemeinderat in Himmelberg und war in der FPÖ als Landesobmann-Stellvertreter und Landesagrarreferent der FPÖ Kärnten aktiv. Zudem wirkte er als Ortsparteiobmann der FPÖ Himmelberg, war ab 1971 Kammerrat und ab 1981 Vorstandsmitglied der Kammer für Land- und Forstwirtschaft für Kärnten und hatte ab 1976 das Amt des Obmann-Stellvertreters des Landwirtschaftsförderungsbeirates beim Amt der Kärntner Landesregierung inne. Huber vertrat die FPÖ zwischen dem 15. Oktober 1984 und dem 6. November 1994 im Nationalrat.